# 傻
傻又稱笨拙的定義是做了一件"荒唐的蠢事"，展示了他們「缺乏良好認知及決定能力」，或是處事輕佻、單一或膚淺(Superficial)。在電視、電影等娛樂或綜藝節目，諧星會有意無意做出傻的行為引人發笑。在中文上，會使用傻氣一詞來形容這種風格的人。他們的行為比較笨拙，有時像小丑。

## 文化
- 在粵語，人們會用「傻仔」或「傻女」來形容傻的人，而香港經典女歌手陳慧嫻的歌曲《傻女》就是形容一個為了愛情而做了很多傻事的女子。綽號大傻的已故著名演員成奎安由於在劇中常飾演一些傻頭傻氣、常被搵笨（輕易受騙）的角色，而被稱為大傻哥。